# Nísia Floresta (escritora)
Nísia Floresta Brasileira Augusta, pseudônimo de Dionísia Gonçalves Pinto, (Papari, 12 de outubro de 1810 — Rouen, França, 24 de abril de 1885) foi uma educadora, escritora e poetisa brasileira. Primeira na educação feminista no Brasil, com protagonismo nas letras, no jornalismo e nos movimentos sociais. Defensora de ideais abolicionistas, republicanos e principalmente feministas, posicionamentos inovadores na época, influenciou a prática educacional brasileira, rompendo limites do lugar social destinado à mulher. Capaz de estabelecer um diálogo entre ideias europeias e o contexto brasileiro no qual viveu, dedicou obras e ensinos sobre a condição feminina e foi considerada pioneira do feminismo no Brasil, além de denunciar injustiças contra escravos e indígenas brasileiros.
No cenário de mulheres reclusas ao casamento e maternidade, diante de uma cultura de submissão, foi a primeira figura feminina a publicar textos em jornais, na época em que a imprensa nacional ainda engatinhava. Dionísia Pinto ainda dirigiu um colégio para meninas na cidade do Rio de Janeiro e escreveu diversas obras em defesa dos direitos das mulheres, índios e escravos, envolvendo-se plenamente com as questões culturais de seu tempo, através de sua militância sob diversas vertentes. Em seu livro Patronos e Acadêmicos, referente às personalidades da Academia Norte-Riograndense de Letras, Veríssimo de Melo começa o capítulo sobre Nísia da seguinte maneira: “Nísia Floresta Brasileira Augusta foi a mais notável mulher que a História do Rio Grande do Norte registra”.

## Trajetória como mulher da época
Dionísia Gonçalves Pinto nasceu no dia 12 de outubro de 1810, em uma fazenda no município de Papari, atual Nísia Floresta, no Rio Grande do Norte. O grande pedaço de terra da família tinha nome de Floresta e estima-se que ocupa o que hoje são duas cidades. Filha do português Dionísio Gonçalves Pinto, que veio de Portugal para o Brasil no começo do século século XIX e trabalhava como advogado, e da brasileira Antônia Clara Freire, herdeira de umas das principais famílias da região. Dionísia tinha três irmãos: Clara, Joaquim e uma terceira irmã do casamento anterior de sua mãe viúva. Durante a infância e adolescência, passou por períodos de acentuada convulsão social, que contribuíram para sua formação.
Por conta das diversas insurreições que assolavam a região Nordeste na época - durante a permanência da Família Real no país - a família Gonçalves Pinto estava constantemente de mudança, principalmente por causa da origem e profissão do pai. Como português, sofria com as perseguições antilusitanas dos movimentos revolucionários e, como advogado, assumia causas que, por vezes, iam contra os interesses de notáveis proprietários de terras e fazendeiros locais. Dentro do estado de Pernambuco, a família passou por Goiana, Recife e Olinda, o que permitiu que Dionísia tivesse contato com diversas culturas e realidades ao longo da vida.

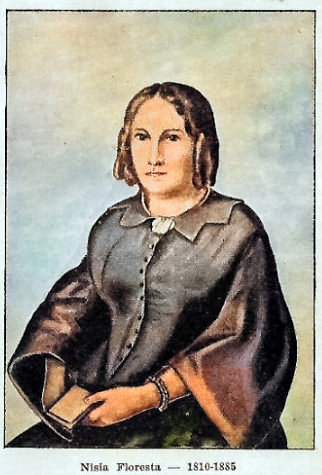
Nísia Floresta antes dos 30 anos de idade

Em 1817, quando eclodiu a Revolução Pernambucana, o sentimento antilusitanista cresce ainda mais e a família é obrigada a se mudar da fazenda em Papari para Goiana. É nesse município, mais desenvolvido econômica e intelectualmente, onde Nísia Floresta inicia os estudos no convento das carmelitas. Além do estudo clássico manual e de canto, a influência do pai determina um primeiro contato de Dionísia Pinto com a cultura europeia e com o liberalismo, incentivada pela figura paterna a investigar livros da biblioteca do convento.
Seguindo a tradição da época, segundo a qual meninas entre doze e catorze anos já estariam prontas para o matrimônio, Nísia Floresta é forçada a se casar, em 1823, com treze anos de idade. A união se dá com Manuel Alexandre Seabra de Melo, proprietário de terras, mas dura poucos meses. Rompendo com o marido, Nísia retorna para a casa de seus pais que a recebem de volta, embora seja socialmente julgada devido à atitude considerada transgressora na época.
Ainda fugindo dos movimentos separatistas, a família mudou-se para Olinda, onde o pai acabou atuando em uma causa contra a elite local - a poderosa família Cavalcanti - e acabou, por conta desse antagonismo, assassinado em 1828. Nísia Floresta, que na época tinha dezessete anos de idade, descreve esse episódio da morte do pai em uma emboscada nos arredores de Recife: "Esse advogado, que fizera triunfar o direito de seu pobre cliente, alvo da injustiça atroz de um tal tirano, caiu de improviso sob os golpes de assassinos pagos por ele." (Floresta, 2001, p. 52)
No mesmo ano em que seu pai morreu, Nísia inicia um namoro com Manuel Augusto de Faria Rocha, acadêmico da Faculdade de Direito de Olinda. Ainda que acusada de adultério pelo marido de quem havia se separado, sofrendo ameaças do inconformado com o abandono, isso não impediu que Nísia Floresta tivesse sua primeira filha com Manuel Rocha, Lívia Augusta de Faria Rocha, nascida em janeiro de 1830. No ano seguinte, nasce seu segundo filho, que acaba morrendo precocemente pouco tempo depois.

### Atuação nas letras

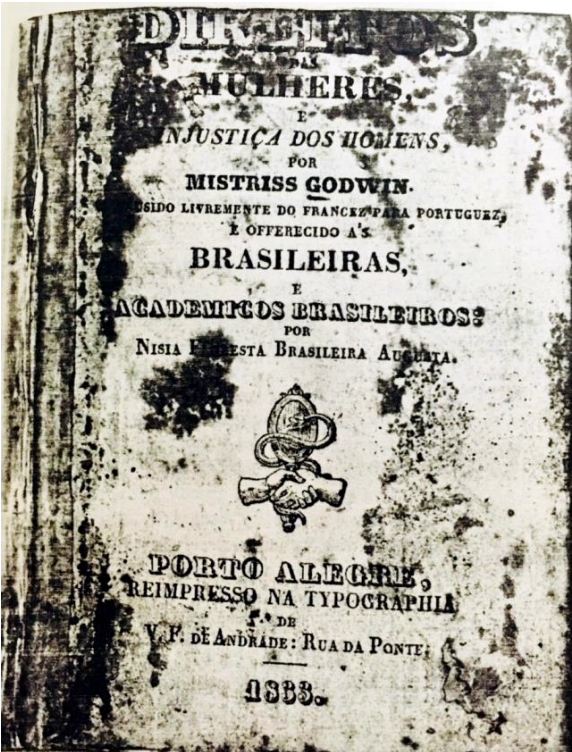
Capa da 2ª edição de Direito das Mulheres e Injustiça dos Homens, 1833

O ano de 1831 é marcante pelas primeiras publicações escritas de Dionísia. Ela publica em um jornal pernambucano, chamado Espelho das Brasileiras, uma série de artigos sobre a condição feminina, sendo uma das mulheres pioneiras na contribuição para jornais da época. Em 1832, faz a publicação de seu primeiro livro: Direito das Mulheres e Injustiça dos Homens e assina pela primeira vez com o pseudônimo de Nísia Floresta Brasileira Augusta. A escolha se deu porque Floresta era o nome da fazenda onde nasceu, Brasileira pelo orgulho de seu país e Augusta como uma homenagem e recordação de seu segundo companheiro e grande amor.
Por muito tempo considerou-se que a obra fosse uma adaptação livre de A Vindication of the Rights of Woman, de Mary Wollstonecraft, pois a própria Nísia havia dito que nela se inspirara, mas estudos de Pallares-Burke (1995) e Oliveira & Martins (2012) demonstraram que Direito das Mulheres e Injustiça dos Homens é na verdade uma tradução integral de La femme n'est pas inferieure a l'homme, publicado em 1750, por sua vez uma tradução de Woman Not Inferior to Men, de uma escritora que só assina como Sophia. A identidade desta Sophia tem sido debatida, surgindo várias proposições: lady Mary Wortley Pierremont, lady Sophia Fermor, Philippe-Florent de Puisieux ou Madeleine d'Ansant de Puisieux.
O título da tradução de Nísia publicado, primeiramente, na cidade de Recife em 1832 foi, segundo o autor Laurence Hallewell em sua obra O Livro no Brasil: sua historia, talvez "a mais interessante publicação do Recife desse período". No ano seguinte, em Porto Alegre, foi publicada pela Typographia de V. F. Andrade; e, no Rio de Janeiro, em 1839, pela Casa do Livro Azul. Sua edição, mesmo que haja a polêmica se foi ou não uma tradução de A Vindication of the Rights of Woman, fez associar paulatino o nome de Wollstonecraft ao ideário feminista, ainda tão incipiente no Brasil.
A onda precursora feminista brasileira vem, tal como o primeiro livro de Nísia Floresta, inspirada por movimentos externos ao país. Nesse contexto, a autora tem papel relevante por sua capacidade de traduzir não apenas linguisticamente, mas também culturalmente a obra estrangeira, tornando possível a apropriação do discurso não para produzir réplicas, mas para construir adaptações à realidade nacional.
Ao assinar a publicação do livro, já com seu pseudônimo, a autora ganha o título incontestável de pioneira no movimento feminista brasileiro, denunciando o estado de inferioridade no qual viviam as mulheres de sua época e procurando romper com os preconceitos que as cercavam. Além do primeiro livro, sua colaboração em jornais, a partir de 1830, em Recife, também se fez notável através de seus contos, poesias, novelas e ensaios, posteriormente publicados em periódicos no Rio de Janeiro.
Publicado em 1841, seu segundo livro, Conselhos à Minha Filha, foi um presente de aniversário para Lívia, que completava doze anos. A partir de 1847, suas obras passam a contemplar mais a educação, nunca abandonando a bandeira da igualdade de gênero. Estão entre as publicações desse ano: Daciz ou A Jovem Completa, Fany ou O Modelo das Donzelas e Discurso Que às Suas Educandas Dirigiu Nísia Floresta Brasileira Augusta. Posteriormente, durante sua estada na Europa, Nísia ainda publicaria diversos relatos de suas viagens, suas obras, no entanto, se tornaram de difícil localização para os estudiosos. Seja porque se perderam ou porque, quando assinava, muitas vezes o fazia por pseudônimos. Artigos da autora assinados com o "Quotidiana Fidedigna", por exemplo, foram encontrados nos jornais O Recompilador Federal e O Campeão da Legalidade. De maio a junho de 1851, o jornal carioca O Liberal publicou uma série de artigos de Nísia, intitulados A Emancipação da Mulher, onde ela retomava a relevância da educação voltada às mulheres.

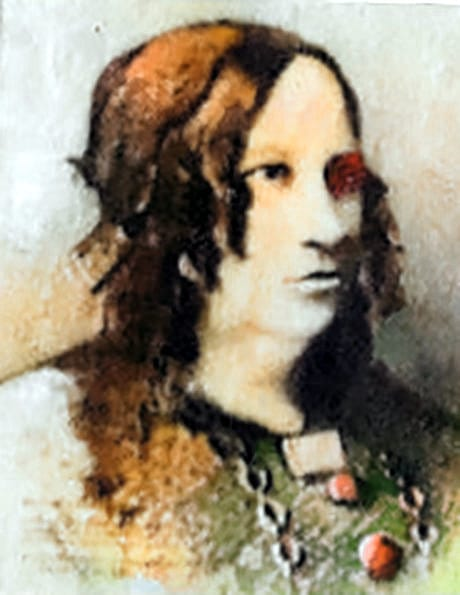
Retrato de Nísia Floresta exposto na Escola Estadual Nísia Floresta e na Escola Municipal Yayá Paiva

Ainda com foco na questão pedagógica, em 1853, Nísia Floresta publicou seu livro Opúsculo Humanitário, uma coleção de artigos sobre emancipação feminina,[1] merecedor de uma apreciação favorável de Auguste Comte, pai do positivismo. O conteúdo da obra sintetiza o pensamento da autora sobre a educação feminina, além de abordar a pedagogia de forma geral e apontar críticas a instituições de ensino da época. Ainda há nuances da temática do aleitamento materno, pauta defendida pela autora que considerava rude o tratamento dado às amas de leite por seus senhores.
A ideia de rompimento com a esfera privada, atribuída a Nísia, está diretamente relacionada com sua escrita. Em diversos textos, a autora discorre sobre si mesma, sua infância, seu falecido marido e seus familiares, tornando público de forma sistemática, inúmeros episódios de sua vida pessoal. Os diversos relatos de viagens produzidor por ela são pouco conhecidos, mas também tratam de uma rotina pessoal da autora. Entre eles estão o itinerário de uma viagem à Alemanha e três anos na Itália, seguidos de uma viagem à Grécia. O primeiro foi publicado em Paris, em francês, em 1857, e traduzido para o português somente em 1982. O segundo, também publicado em Paris, e em francês, em dois alentados volumes, em 1864 e em 1872, teve apenas o primeiro volume traduzido em 1998.
Logo após a publicação de Direitos das Mulheres e Injustiça dos Homens, a família se muda para Porto Alegre, no Rio Grande do Sul, em 1832. No ano seguinte, Manuel Augusto morre e deixa Nísia viúva aos vinte e três anos. A partir de então, a autora passa a viver como chefe da família composta pela filha, mãe e duas irmãs, na capital gaúcha. O primeiro contato com o universo educacional data dessa época. Nísia administrou e lecionou em uma escola gaúcha, de 1834 até 1837, pouco antes da revolução farroupilha contribuir para mais uma mudança da família, dessa vez para o Rio de Janeiro, na época capital do Império.

### Educação feminista
Nísia Floresta chega ao Rio de Janeiro no dia 31 de janeiro de 1838, mesmo ano em que funda o Colégio Augusto, de propostas pedagógicas revolucionárias para a época. Através do Jornal do Comércio, Nísia comunica a inauguração de seu colégio no centro da capital, onde funcionou por dezessete anos. Naquele tempo, havia uma epidemia de novas escolas no Rio de Janeiro, em sua maioria dirigidas por europeus aos moldes educacionais estrangeiros. O projeto educativo do Colégio Augusto, no entanto, era direcionado para meninas e mesclava o ensino tradicional feminino - totalmente voltado para a criação e preparação da menina para o matrimônio e maternidade como única possibilidade possível - com conhecimentos de ciências, línguas, história, religião, geografia, educação física, artes e literatura.
Naquele período, os colégios mais bem avaliados da Corte não tinham espaço para meninas, como era o exemplo do Colégio Pedro II, notável por sua educação exemplar aos alunos e fundado pouco antes do Colégio Augusto. A inovação do colégio de Nísia estava em sua proposta pedagógica que pretendia uma educação às mulheres, equiparada aos melhores colégios masculinos da época.
A crítica publicada no jornal O Mercantil sobre o colégio, reflete a mentalidade da época acerca da educação feminina: "Trabalhos de língua não faltaram; os de agulha ficaram no escuro. Os maridos precisam de mulher que trabalhe mais e fale menos". Os educadores concorrentes não pouparam críticas à proposta do Colégio Augusto e à própria Nísia, que se tornou figura polêmica ao oferecer ensinamentos tidos como desnecessários às mulheres. Para Nísia, a maior causa da discriminação da mulher era a ausência de uma educação formal feminina, já que a primeira legislação brasileira que abordava o tema, autorizando a abertura de escolas públicas femininas, tinha sido promulgada apenas em 1827. O acesso à educação, para além disso, tornaria possível às mulheres tomarem consciência de sua condição na visão da educadora.
Nísia atribuía à metrópole portuguesa a situação educacional brasileira do século XIX. Segundo ela, "Quanto mais ignorante o povo, tanto mais fácil é a um governo absoluto exercer sobre ele o seu ilimitado poder". O eixo norteador de suas ideias acerca de qualidade de ensino, igualdade de gênero, número de escolas e acesso ao ensino pelas meninas era o pensamento liberal, progressista e positivista.
Em suas três obras de 1847, cujo caráter era mais pedagógico, Nísia Floresta dedica-se a criticar o sistema vigente que considerava as ciências inúteis às mulheres, sob a justificativa de que os estudos corromperiam as figuras femininas. Ainda em seu livro Opúsculo Humanitário, de 1853, a educadora trata do fracasso geral do padrão de ensino e denuncia, sem expor nomes, escolas da Corte regidas por estrangeiros que seriam, para ela, despreparados para exercer a função de orientadores ou lecionadores no âmbito educacional.

### Viagem à Europa e contato com Auguste Comte

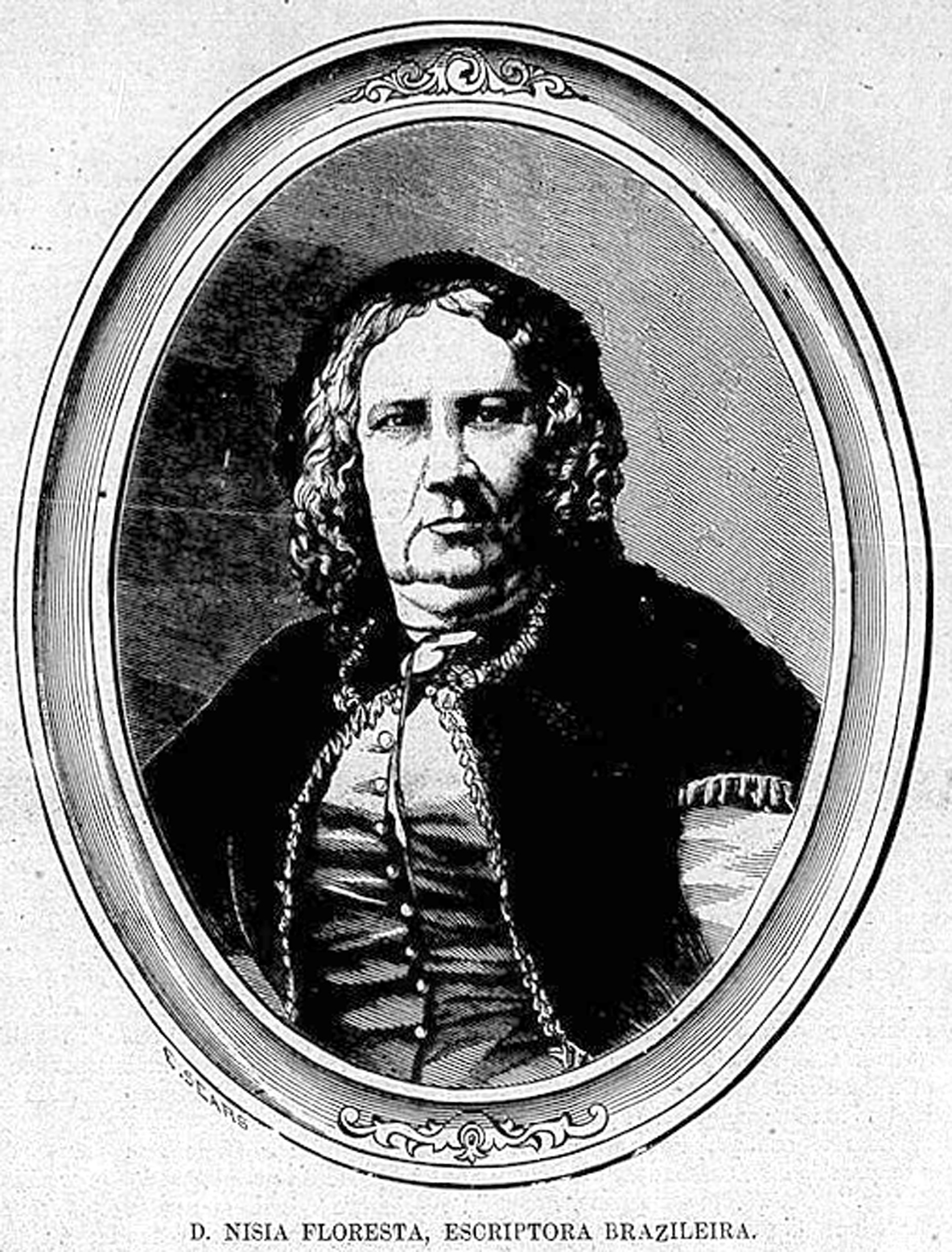
Retrato publicado no jornal O Novo Mundo, editado em Nova Iorque, em matéria que noticiava o lançamento do segundo volume da sua obra Trois ans en Italie junto com um resumo biográfico, 1872.

Nísia deixa a direção do Colégio Augusto, em 1849, quando partiu para a Europa por recomendação médica, para tratar da saúde de sua única filha, que havia sofrido um grave acidente, ao cair de um cavalo. A escritora retornaria ao Brasil no ano de 1852, dedicando-se à produção de artigos para jornais, de onde sairia a compilação que posteriormente iria dar origem ao Opúsculo Humanitário, entre publicações de outras obras em território brasileiro como: Dedicação de Uma Amiga e Páginas de Uma Vida Obscura. Durante uma pandemia de cólera que atingiu o Rio de Janeiro em 1855, atuou como enfermeira voluntária e no ano seguinte partiu novamente para a Europa. Nesse mesmo ano de 1856, o Colégio Augusto encerra suas atividades após dezessete anos de funcionamento.
Permanece na Europa de 1856 até 1872, período durante o qual viajou por diversas cidades da Itália e da Grécia, publicando obras em francês e escrevendo seus relatos de viagens. Foi nesse período que a autora teve contato com o positivismo comtiano pela primeira vez, durante um curso de História Geral da Humanidade, lecionado pelo próprio Augusto Comte no Palais Cardinal, em Paris. Mais do que uma aluna, Nísia tornou-se uma grande amiga para o filósofo francês. Seu primeiro contato com o mestre de Montpellier deu-se em 1851, em Paris, quando a brasileira ouviu uma das conferências do curso História Geral da Humanidade realizada por Comte no Palais Cardinal. Posteriormente, Nísia ofereceu a Comte um exemplar de seu livro Opúsculo Humanitário. Sobre a obra, que consistia de uma coletânea de 62 artigos sobre educação feminina, Comte escreveria ao também filósofo positivista francês Pierre Laffitte em 30 de setembro de 1856:
Desde que fiquei inteiramente livre, fiz as leituras excepcionais que espontaneamente prometera. O opúsculo em português, além de revelar-me que eu sabia indiretamente mais uma língua, inspira-me sólidas razões para esperar se tornar a nobre dama, sua autora, dentro em breve, uma digna positivista, susceptível de alta eficácia para a nossas propaganda feminina e meridional.— 
Comte iria também nutrir a esperança de que Nísia viesse fundar o primeiro salão positivista em Paris, o que manifestou em carta dirigida ao político e membro da Academia Francesa, Gaston d'Audiffret-Pasquier:
Durante vossa visita de outono, comunicar-vos-ei especialmente as fundadas esperanças que me inspiram, para o nosso mais decisivo progresso, duas novas discípulas meridionais, uma nobre viúva brasileira, e sobretudo sua digna filha, contando respectivamente 47 e 22 anos. Estão em Paris há sete meses e tenho motivo de esperar que aqui se fixarão, de modo a poderem presidir o verdadeiro salão positivista que nos seria tão precioso. Ambas são eminentes pelo coração e suficientes quanto ao espírito. Acha-se, contudo, a mãe de tal modo imbuída dos hábitos do século dezoito, que pouco devemos esperar da plenitude de sua conversão, embora suas simpatias remontem ao meu curso de 1851, cuja influência ela não pôde, entretanto, receber senão através de uma única das sessões. Sua filha, porém, comporta uma incorporação completa, que a mãe secundará sem rivalidade disfarçada.— 
Em 5 de abril de 1857, em frente ao túmulo da escritora parisiense Clotilde de Vaux, Nísia proferiu um discurso enaltecendo Clotilde, que muito comoveu a Augusto Comte, e esta manifestação se tornaria um elemento de culto essencial da Religião da Humanidade, criada pelo filósofo e da Igreja Positivista do Brasil, fundada por Teixeira Mendes e Miguel Lemos. Neste discurso, fazendo paralelo com suas obras de cunho feminista, Nísia expõe o comtismo como uma doutrina regeneradora capaz de libertar as mulheres da situação degradante em que se encontravam.
Uma lágrima por prece, sobre o teu túmulo! Uma lágrima que te oferece um coração, tão cedo quanto o teu iniciado nos mistérios da dor!
Recebe este pequenino tributo de uma estrangeira, que o não seria, se lhe tivesse sido dada a ventura de conhecer-te em vida, pois corações como o teu não alimentam preconceitos nacionalistas, que dividem os homens e retardam o verdadeiro progresso da humanidade.
Alma pura e afetuosa, passaste apenas pela terra, como a flor primaveril! - Mais feliz do que ela, todavia, encontraste nos teus últimos dias, um grande guia, que conservou o teu perfume em seu nobre coração, como a vestal zelava pelo fogo sagrado do templo. Esse perfume ele o eparze, agora, pelo mundo inteiro, em incomparáveis trabalhos que te imortalizarão, tanto quanto a ele próprio.
Nova Beatriz, teu nome passará às gerações vindouras com uma glória ainda maior, pois não é a admirável ficção de um grande poeta, mas a doutrina regeneradora de um grande filósofo que tira, por teu influxo, a mulher da degradação em que ainda se encontra.
A ti, Clotilde de Vaux, as homenagens sinceras e o profundo reconhecimento de todas as mulheres de coração. A ti,minha prece de hoje, a ti, um voto de fraternidade: queira o Grã-Ser torná-lo tão eficaz quanto o foram tuas sublimes virtudes!
Dorme, anjo da doçura e de amor, dorme o sono dos justos em tua última jazida
Hei de evocar, doravante, a tua memória, em nome de todas as mulheres, para que realizem a nobre missão que tanto te preocupavas em inspirar-lhes.

Virei associar, à tua imagem, a daqueles a quem choro: Pai, Esposo e Mãe. A rememoração desta querida trindade que me foi, ai de mim!, tão cedo arrebatada, é digna(pelo amor da Humanidade, de que deu tantas provas) de ser incorporada à tua lembrança.— 

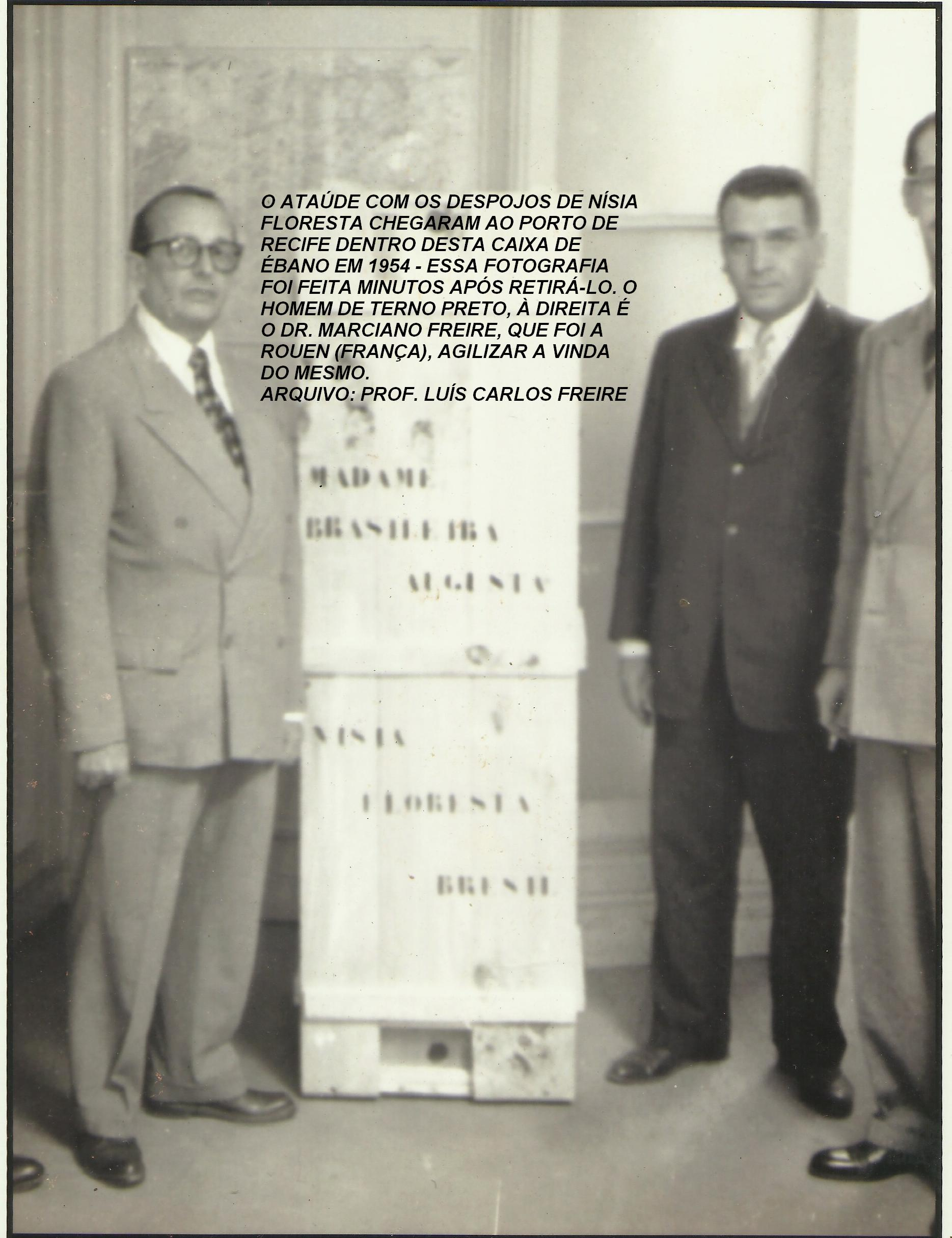
A chegada dos restos mortais de Nísia Floresta a Recife/PE, em 1954, onde ela foi inicialmente homenageada

Entre 1870 e 1871, mudou-se de Paris por conta do Cerco de Paris (1870–71), bem como a Comuna de Paris, vivendo temporariamente em cidades da Suíça e da Espanha, antes de regressar ao Brasil em 1872, em plena campanha abolicionista liderada por Joaquim Nabuco, mas pouco se sabe sobre sua vida nesse período. Retornou à Europa em 1875, tendo morado em Londres, Berlim, Lisboa e Paris. Estabeleceu residência definitiva no interior da França, onde publicou em 1878 seu último trabalho, Fragments d’un Ouvrage Inédit: Notes Biographiques.
Nísia morreu na cidade francesa de Ruão em 24 de abril de 1885, aos 74 anos, vitima de pneumonia. Foi enterrada em um cemitério público da cidade francesa de Bonsecours, na Normandia. Em agosto de 1954, quase setenta anos depois, seus despojos foram levados para sua cidade natal. Primeiramente depositados na igreja matriz e depois levados para um túmulo na fazenda Floresta, onde ela nasceu.

## Feminista de seu tempo
É inegável a relevância de Dionísia Gonçalves Pinto para a evolução do feminismo no Brasil e para a emancipação das mulheres no país, no entanto, é necessário olhar para o próprio tempo da autora, a época na qual estava inserida. Estudiosos criticam a posição ambígua de Nísia em sua militância pela causa feminista, como figura que transita entre o vanguardismo e o conservadorismo. Para Constância Lima Duarte, autora do livro Nísia Floresta: Vida e Obra, Nísia se encaixa no que define como "bom feminismo", ou seja, não pretendia alterar de forma substancial as relações sociais, conservando as mulheres nos limites ideológicos do privado. "Ao evocar uma formação cultural feminina aprimorada, suas sugestões enclausuravam a mulher nas mesmas funções cotidianas, ou seja, o cuidado com a casa e a família” (Duarte, 1991).
Outra autora a abordar essa ambivalência é Branca Moreira Alves, para quem o feminismo de Nísia Floresta se mesclava a uma visão romântica da mulher na qual a dedicação à família e ao lar ainda era norteadora da trajetória feminina. "No entanto, como esperar um posicionamento díspar da sua época?", coloca a autora Branca Alves. Em diversos momentos da obra de Nísia são sugeridas formas de manutenção desse sistema familiar, sobre como manter o lar, o marido e os filhos.
Ainda é notável entre os pesquisadores, uma mudança ideológica no pensamento de Nísia através de seus anos como escritora. Em sua primeira obra, a autora rejeita o radicalismo para mudanças na ordem social presente.

De quanto tenho dito até o presente não tem sido com a intenção de revoltar pessoa alguma do meu sexo contra os homens, nem de transformar a ordem presente das coisas, relativamente ao governo e autoridade. Não, fiquem as coisas no seu mesmo estado [...]— Floresta, 1989, p. 89
Após sua passagem pelo Europa, no entanto, sua segunda obra sobre o tema é mais incisiva nas críticas.

Não poderá haver no Brasil uma boa educação da mocidade, enquanto o sistema de nossa educação, quer doméstica, quer pública, não for radicalmente reformado [...] quanto mais ignorante é um povo, mais fácil é a um governo absoluto exercer sobre ele o seu ilimitado poder.— Floresta, 1989, p. 60 e 111
Em seu livro Patronos e Acadêmicos - referente às personalidades da Academia Norte-Riograndense de Letras, Veríssimo de Melo começa o capítulo sobre Nísia da seguinte maneira: “Nísia Floresta Brasileira Augusta foi a mais notável mulher que a História do Rio Grande do Norte registra”.

## Obras e homenagens

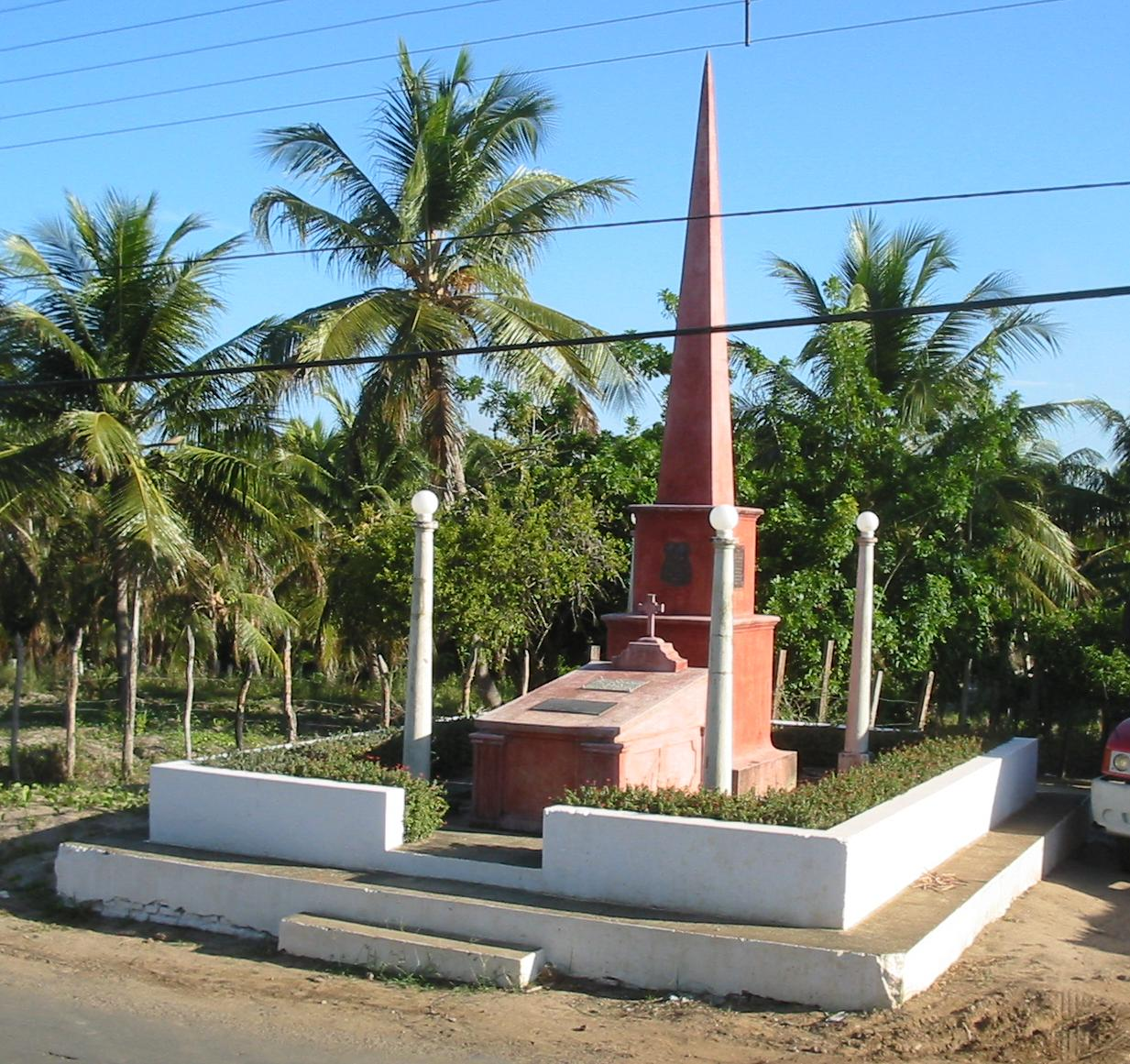
Túmulo de Nísia Floresta na cidade de Nísia Floresta, Rio Grande do Norte.

- Direitos das mulheres e injustiça dos homens, 1832
- Conselhos à minha filha, 1842
- Daciz ou A jovem completa, 1847
- Fany ou O modelo das donzelas, 1847
- Discurso que às suas educandas diriga Nísia Floresta Brasileira Augusta, 1847
- A lágrima de um Caeté, 1849
- Dedicação de uma amiga, 1850
- Opúsculo humanitário, 1853[25][26][27]
- Páginas de uma vida obscura, 1855
- A Mulher, 1859
- Trois ans en Italie, suivis d’un voyage en Grèce, 1870
- Le Brésil, 1871
- Fragments d'um ouvrage inèdit: notes biographiques, 1878

Em 1948, no dia 23 de dezembro, o então município de Papari muda de nome a passa a se chamar Nísia Floresta, recebendo, em 1954, seus restos mortais.
Em 2012, foi inaugurado o Museu Nísia Floresta, localizado em um casarão do século XIX, no centro da antiga Papari. O museu tem como objetivo preservar, coletar e expor objetos, documentação e pesquisas vinculados à história e à memória de Nísia Floresta Brasileira Augusta, além de promover atividades permanentes de arte, cultura, educação e de incentivo ao turismo.

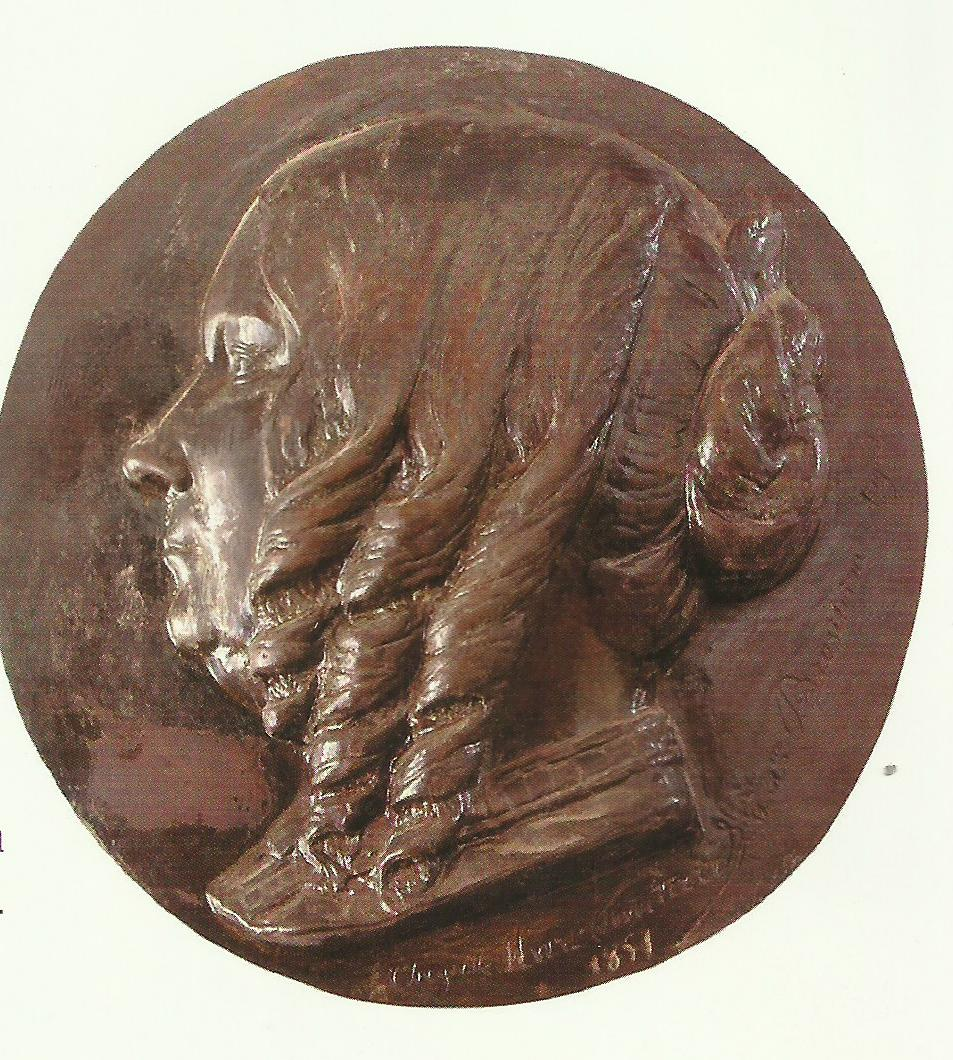
Medalhão de Nísia Floresta originalmente afixado num monumento da praça Augusto Severo, em 1911, hoje no acervo do Instituto Histórico e Geográfico do Rio Grande do Norte
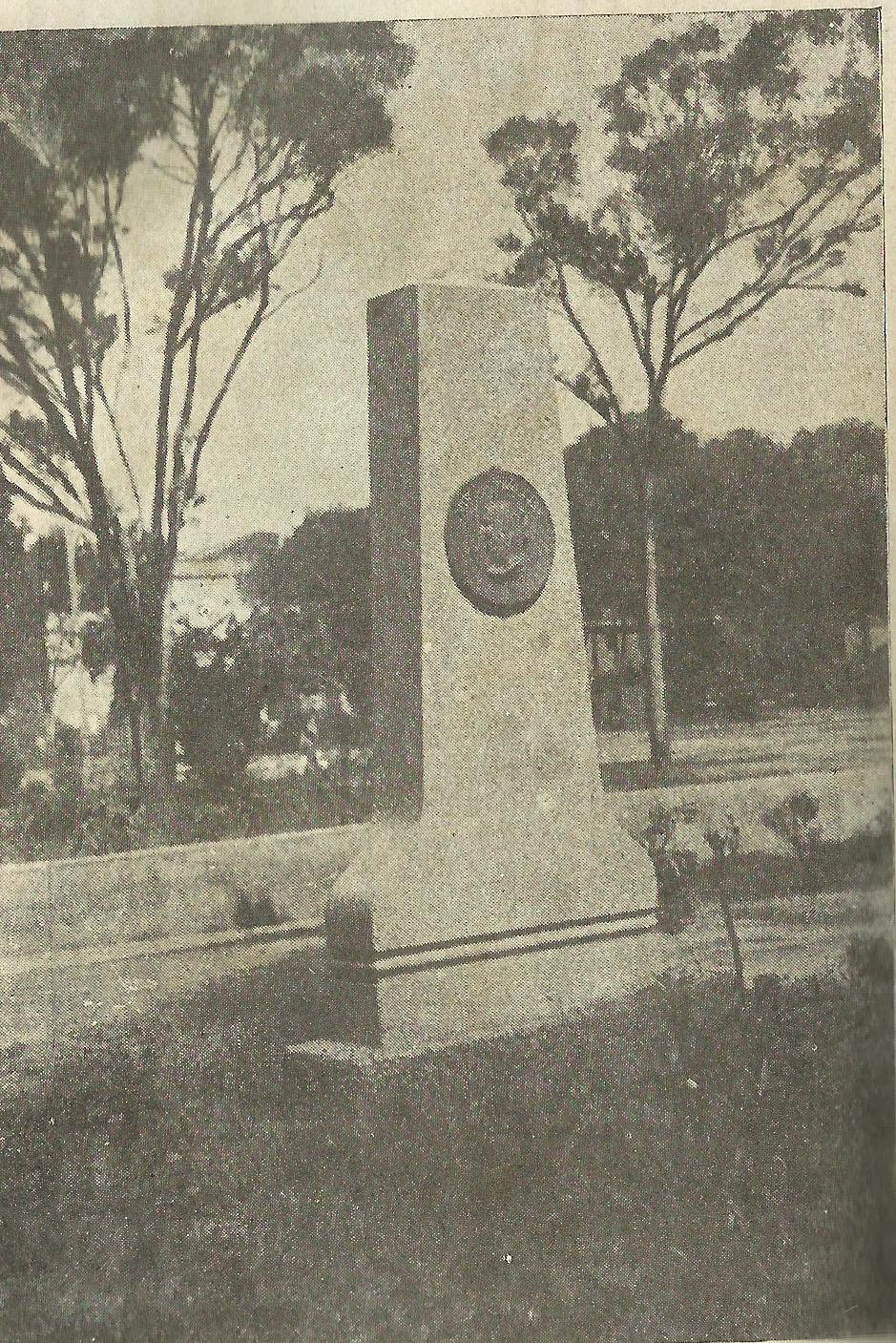
Monumento em homenagem a Nísia Floresta, onde está afixado o medalhão ao lado
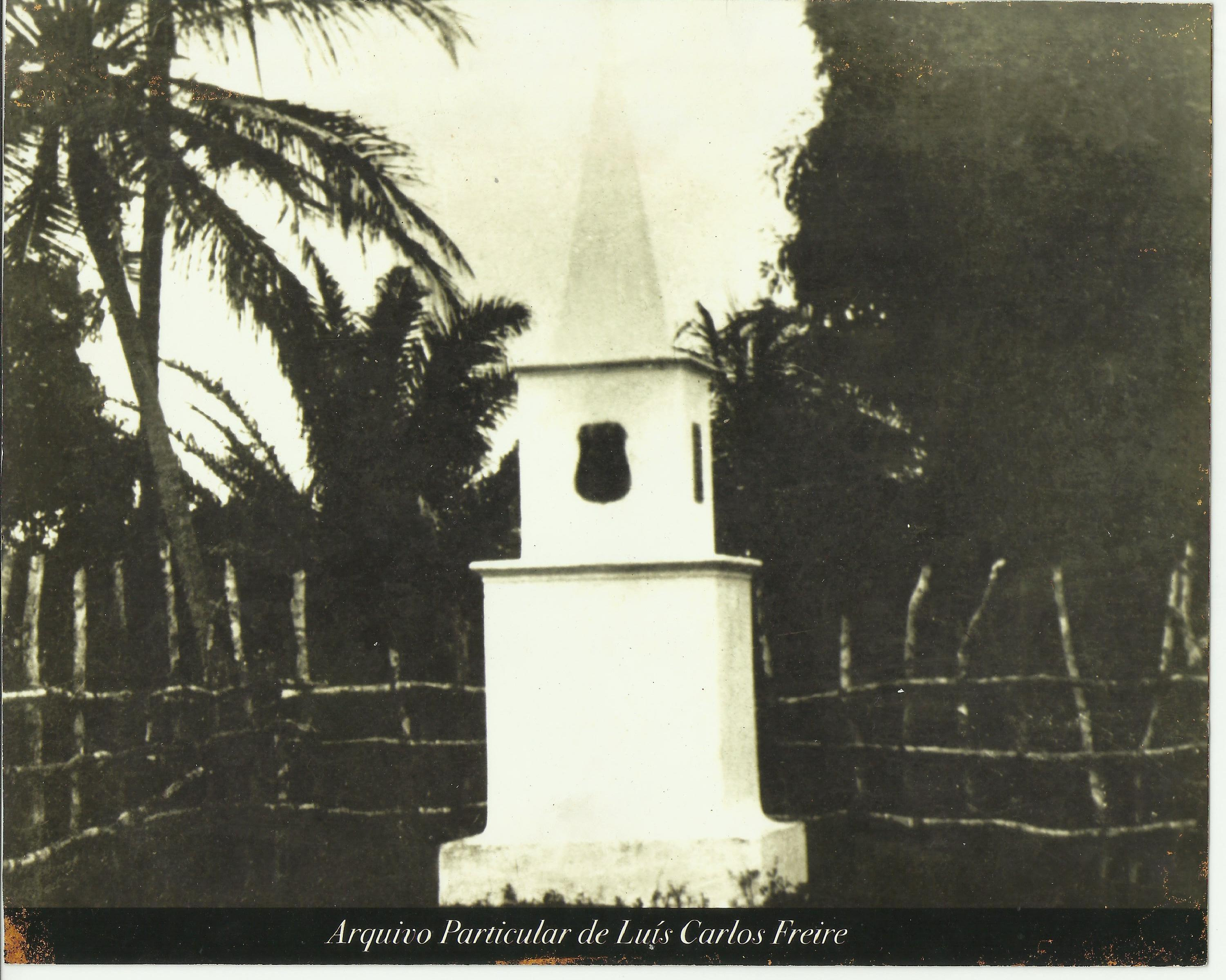
Monumento em homenagem a Nisia Floresta, construído em 1909, sobre as ruínas de onde existira a antiga casa onde ela viveu, no "Sítio Floresta" (Papary, hoje Nísia Floresta). Na ocasião, pensavam, erroneamente, que Nísia havia nascido em 1809, portanto a iniciativa era uma homenagem ao centenário do seu nascimento
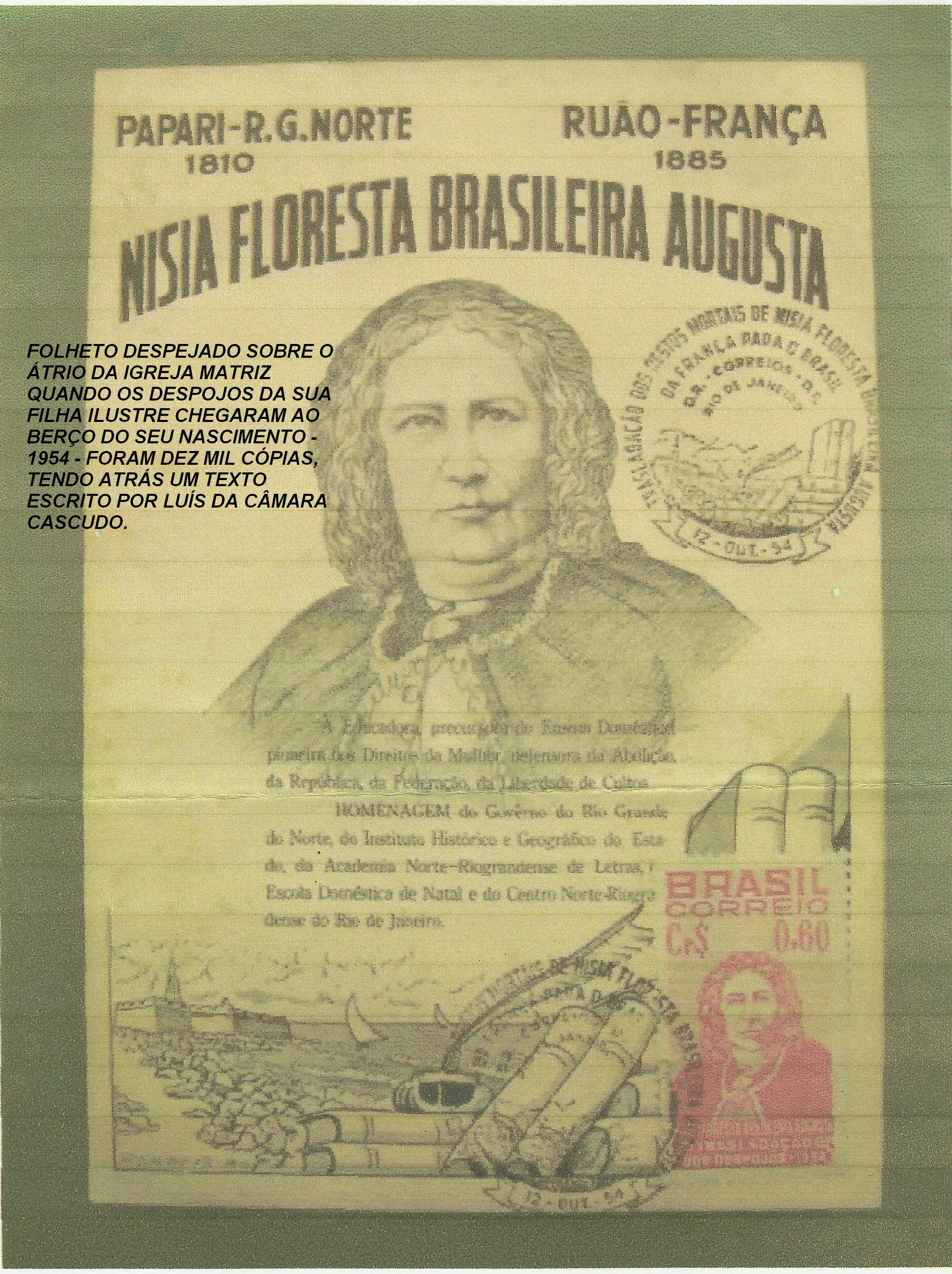
Pequeno panfleto utilizado durante a chegada dos despojos de Nísia Floresta ao seu município de nascimento em 1954. Na frente constava um desenho da referida intelectual, e no verso um pequeno resumo de sua biografia escrita por Câmara Cascudo. Esse material foi despejado de um avião sobre o cortejo na cidade
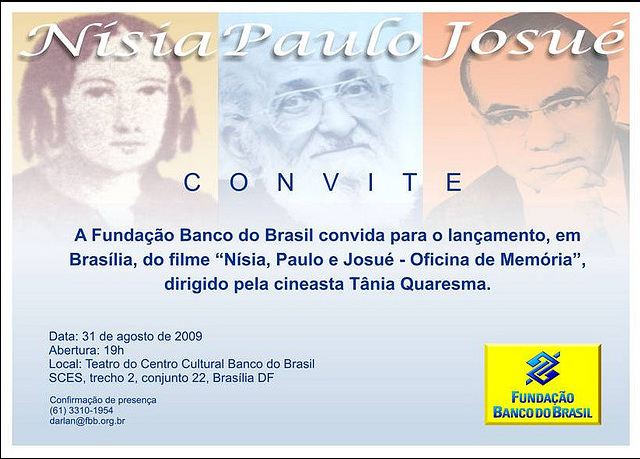
Convite para o lançamento do livro Nísia, Paulo e Josué, em Brasília/DF
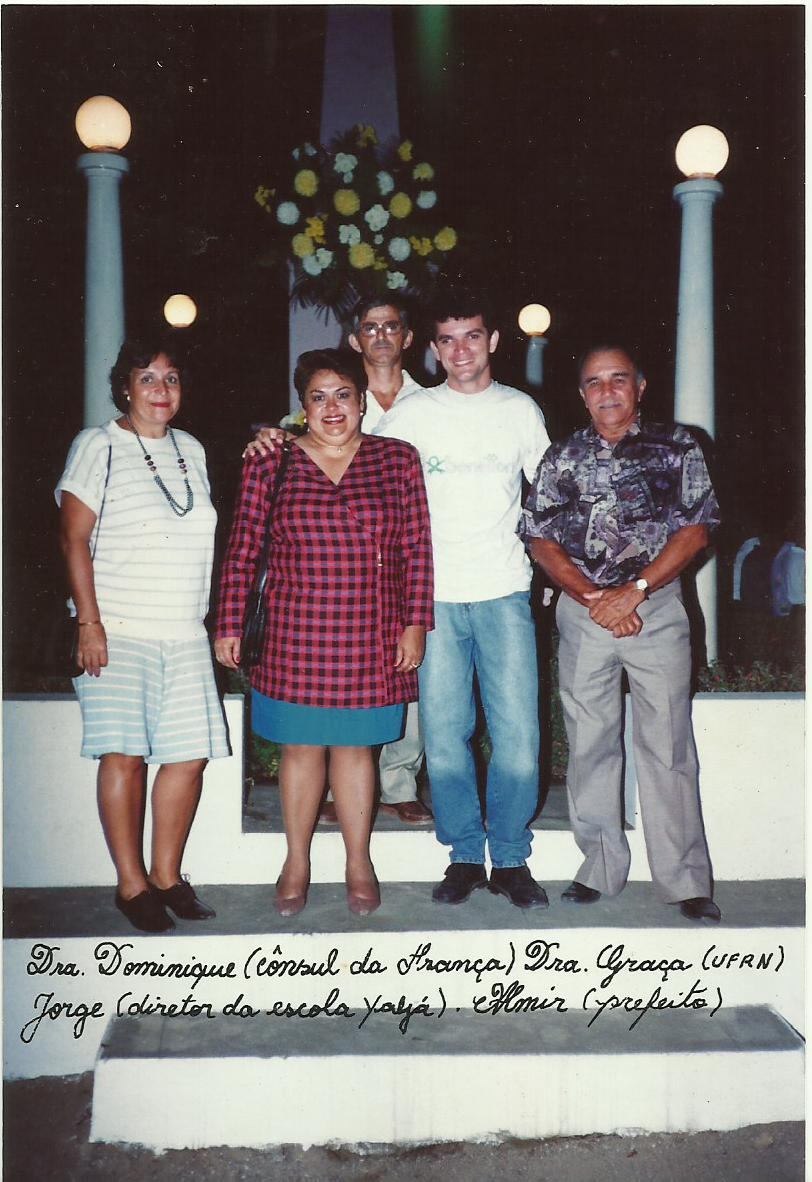
Homenagens a Nísia Floresta em seu túmulo em 1992. Da esquerda para direita: Drª Françoise Dominique Valery, Consul Honorária da França, Graça Lucena de Medeiros (Nepam/UFRN), Luís Carlos Freire (estudioso da obra de Nísia Floresta) e Almir Leite (prefeito de Nisia Floresta). Atrás: professor Jorge Januário de Carvalho, diretor da Escola Municipal Yayá Paiva
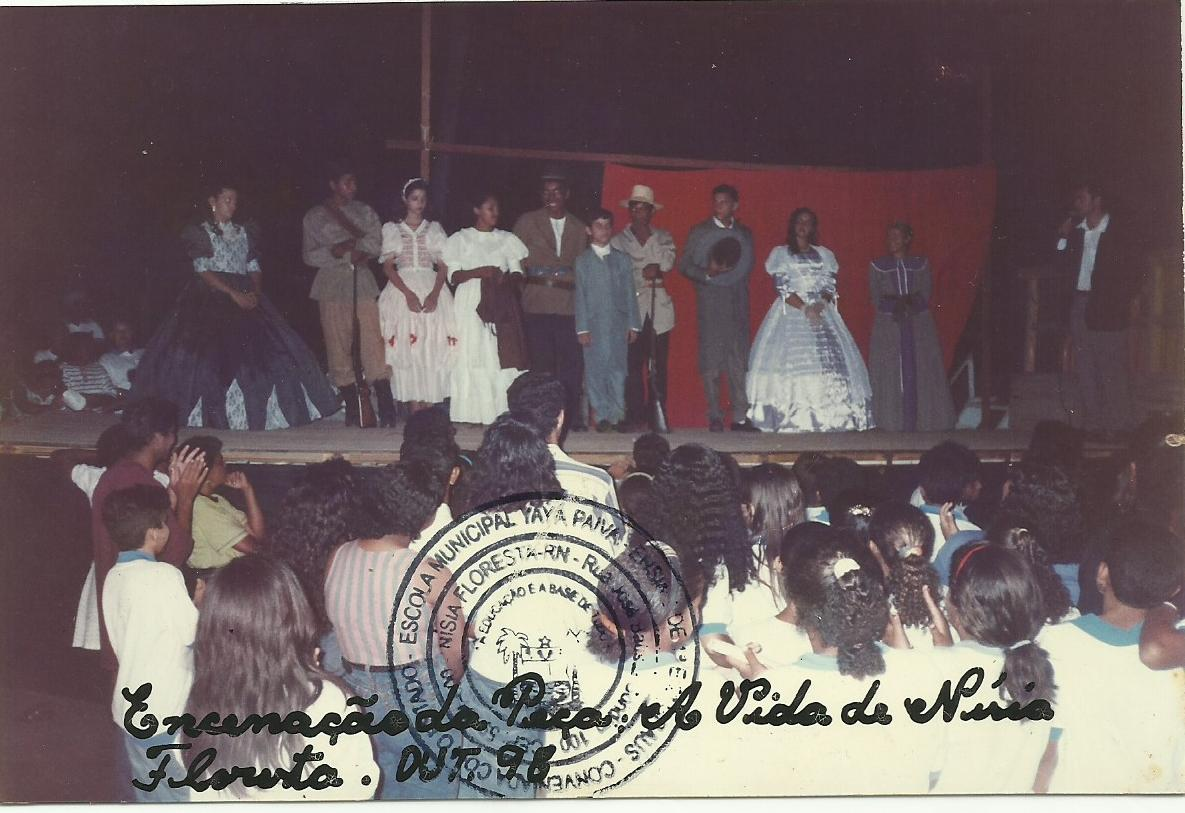
Atores nisiaflorestenses encenando a peça teatral História de Nísia Floresta em frente ao seu túmulo, à ocasião de seu aniversário de nascimento em 1997
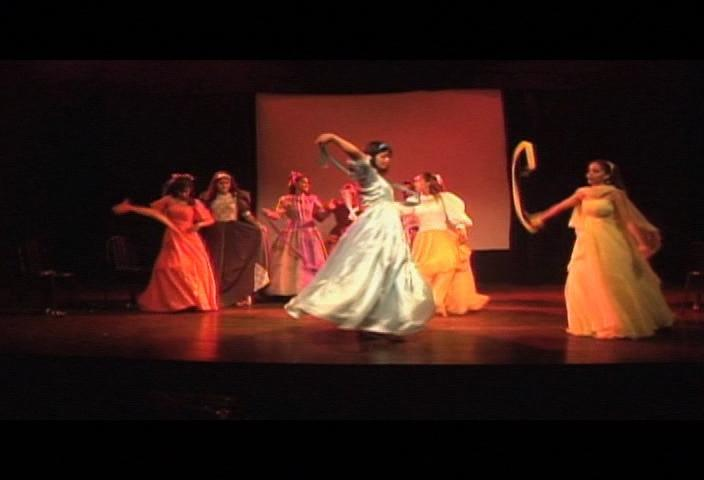
Alunas de escolas públicas de Brasília, durante as gravações do documentário Nísia Floresta, uma Brasileira a Frente de Seu Tempo, Fudação Banco do Brasil, Projeto Memória, 2008